# La decente (película)
La decente es una película española de comedia estrenada el 7 de enero de 1971, dirigida por José Luis Sáenz de Heredia y protagonizada en los papeles principales por Concha Velasco, Alfredo Landa y José Luis López Vázquez.
Se trata de una adaptación cinematográfica de la obra teatral homónima de Miguel Mihura estrenada en 1967.

## Sinopsis
Nuria, la joven y guapísima esposa de un rumano, multimillonario, historiador, aburrido y sordo por más señas, decide enviudar y para ello convence, por separado, a dos de los que fueron sus pretendientes, Roberto Clavijo, soltero y ornitólogo; y Pepe Orozco, también soltero y corredor de fincas para que maten a su marido y, a cambio, el ejecutor recibirá una recompensa vitalicia por los servicios prestados.

## Reparto
- Concha Velasco como Nuria.
- Alfredo Landa como	Comisario Miranda.
- José Luis López Vázquez como Roberto Clavijo.
- Fernando Guillén como Pepe Orozco.
- Josele Román como Paloma.
- Julia Caba Alba como María.
- Sergio Mendizábal como Erich.
- Antonio Alfonso como Fermín.
- Julián Navarro como Paulino Ripoll.
- Blanca Sendino como Eladia.
- Roberto Cruz como Policía en comisaría.
- Alfredo Santacruz como Recepcionista Parador.
- Guillermo Carmona como Sereno.
- José Mata como Compañero de Fermín.